# جوناثان كانتر
جوناثان كانتر (بالإنجليزية: Jonathan Canter)‏ مواليد 4 يونيو 1965 في لوس أنجلوس، الولايات المتحدة، هو لاعب كرة مضرب أمريكي سابق بدأ مسيرته كمحترف سنة 1983 وكان يلعب باليد اليمنى. أعلى تصنيف له في الفردي كان المركز الـ 36 في سنة 1986. أعلى تصنيف له في الزوجي كان المركز الـ 84 في سنة 1990.

## النهائيات

### الفردي: (1)
| الرقم | السنة | الدورة  | الأرضية | المنافس في النهائي | النتيجة في النهائي |
| ----- | ----- | ------- | ------- | ------------------ | ------------------ |
| 1.    | 1987  | غوادلوب | صلبة    | لاري ستيفانكي      | 6–3, 6–4           |

### الزوجي: (3)
| الرقم | السنة | الدورة     | الأرضية | الشريك      | المنافس في النهائي     | النتيجة في النهائي |
| ----- | ----- | ---------- | ------- | ----------- | ---------------------- | ------------------ |
| 1.    | 1990  | بانكوك     | صلبة    | بروس درلين  | نيل بورويك ديفيد لويس  | 6–4, 6–4           |
| 2.    | 1991  | غوام       | صلبة    | كيني ثورن   | ديفيد آدمز دوغ آيزنمان | 6–1, 6–2           |
| 3.    | 1993  | لا ريونيون | صلبة    | جيف تارانغو | لان بايل مارك كابلان   | 6–4, 3–6, 7–5      |

## روابط خارجية
- جوناثان كانتر على موقع IMDb (الإنجليزية)
- جوناثان كانتر على موقع قاعدة بيانات الفيلم (الإنجليزية)
- جوناثان كانتر على موقع رابطة محترفي التنس (الإنجليزية)
- جوناثان كانتر على موقع الاتحاد الدولي لكرة المضرب (الإنجليزية)
- جوناثان كانتر على موقع خلاصة التنس.كوم (الإنجليزية)